# Simon Omossola
Simon Omossola est un footballeur international camerounais né le 5 mai 1998 à Yaoundé. Il joue au poste de gardien de but au FC Saint Éloi Lupopo.

## Biographie

### En sélection
Avec les moins de 20 ans, il participe à la Coupe d'Afrique des nations des moins de 20 ans en 2017. Lors de cette compétition organisée en Zambie, il joue deux matchs. Avec un bilan d'une victoire et deux défaites, le Cameroun est éliminé dès le premier tour.
Avec les moins de 23 ans, il participe à la Coupe d'Afrique des nations des moins de 23 ans en 2019. Lors de cette compétition organisée en Égypte, il joue trois matchs. Malgré un bilan honorable d'une victoire, un nul et une défaite, le Cameroun est éliminé dès le premier tour.
Le 9 juin 2019, il figure pour la première fois sur le banc des remplaçants de l'équipe nationale A, mais sans entrer en jeu, lors d'une rencontre amicale face à la Zambie (victoire 2-1). Il reçoit finalement sa première sélection en équipe du Cameroun le 24 février 2020, en amical contre le Rwanda (score : 0-0).
En début d'année 2022, il est retenu par le sélectionneur Toni Conceição afin de participer à la Coupe d'Afrique des nations 2021 organisée dans son pays natal. Lors de cette compétition, il officie comme gardien remplaçant et ne joue pas la moindre minute. Le Cameroun se classe troisième du tournoi, en battant le Burkina Faso lors de la "petite finale", après une séance de tirs au but.

## Palmarès
| Cotonsport Garoua - Championnat du Cameroun (2) : - Champion : 2015 et 2018. - Vice-champion : 2016, 2017, 2019 et 2020. |  | AS Vita Club - Championnat de RD Congo (1) : - Champion : 2020-21. |